# 루돌프 사슴코
《루돌프 사슴코》(영어: Rudolph the Red-Nosed Reindeer)는 조니 마크스 (Johnny Marks) 작사 · 작곡의 크리스마스 캐럴이다.

## 한국어 가사
루돌프 사슴코는
매우 반짝이는 코
만일 네가 봤다면
불 붙는다 했겠지
다른 모든 사슴들
놀려대며 웃었네
가엾은 저 루돌프
외톨이가 되었네
안개 낀 성탄절날
산타 말하길
루돌프 코가 밝으니 썰매를 끌어 주렴
그 후로 사슴들은
그를 매우 사랑했네
루돌프 사슴코는
길이길이 기억되리